# Didemnum roberti
Didemnum roberti is een zakpijpensoort uit de familie van de Didemnidae. De wetenschappelijke naam van de soort is voor het eerst geldig gepubliceerd in 1930 door Michaelsen.